# اینفینیتی اف‌ایکس

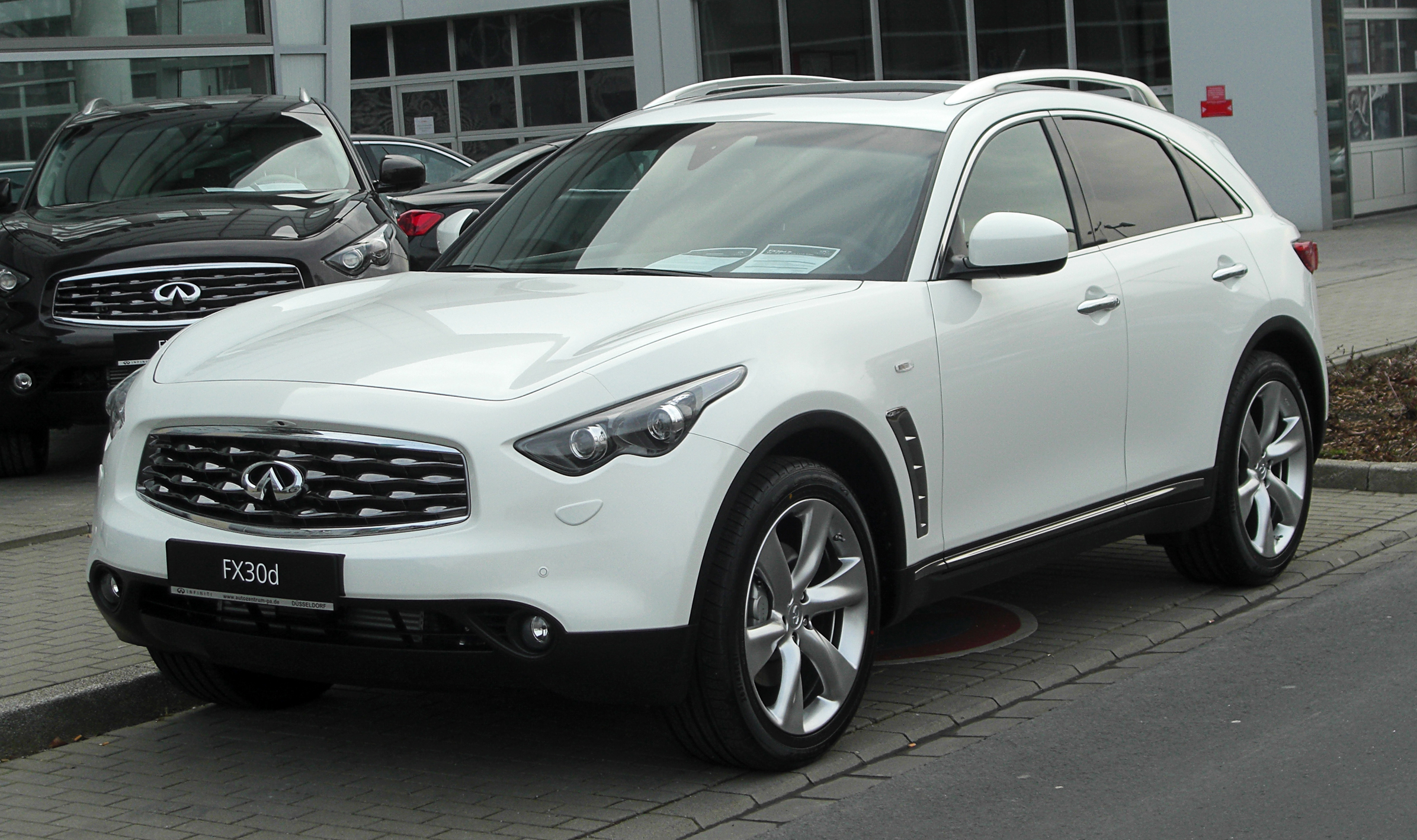

اینفینیتی اف‌ایکس (Infiniti FX) خودرویی است که از سال ۲۰۰۳–کنون در استان توچیگی و ژاپن تولید شده‌است. طراحی آن موتور جلو، توزیع نیروی پیشران، خودرو چهار چرخ محرک بوده است.